# Tournoi des mètres
Tournoi des mètres est un jeu télévisé québécois en 26 épisodes de 22 minutes animé par Martin Drainville, produit par Avanti Groupe, et diffusé les lundis et mardis du 8 janvier au 3 avril 2007 à Télé-Québec.
Ce jeu-questionnaire implique dix équipes provenant de chacune des régions du Québec.